# 短翅小鮋
短翅小鮋（学名：Scorpaenodes parvipinnis），又名石狗公、石頭魚，为輻鰭魚綱鮋形目鮋亞目鮋科小鮋屬下的一个种，為熱帶海水魚，分布於印度太平洋區，從東非至馬克薩斯群島、土阿莫土群島，北起琉球群島，南迄豪勳爵島海域，棲息深度3-49公尺，體長可達14公分，棲息在珊瑚生長茂密的礁石斜坡，生活習性不明，可作為觀賞魚，具有毒棘。